# Grüner Marsch

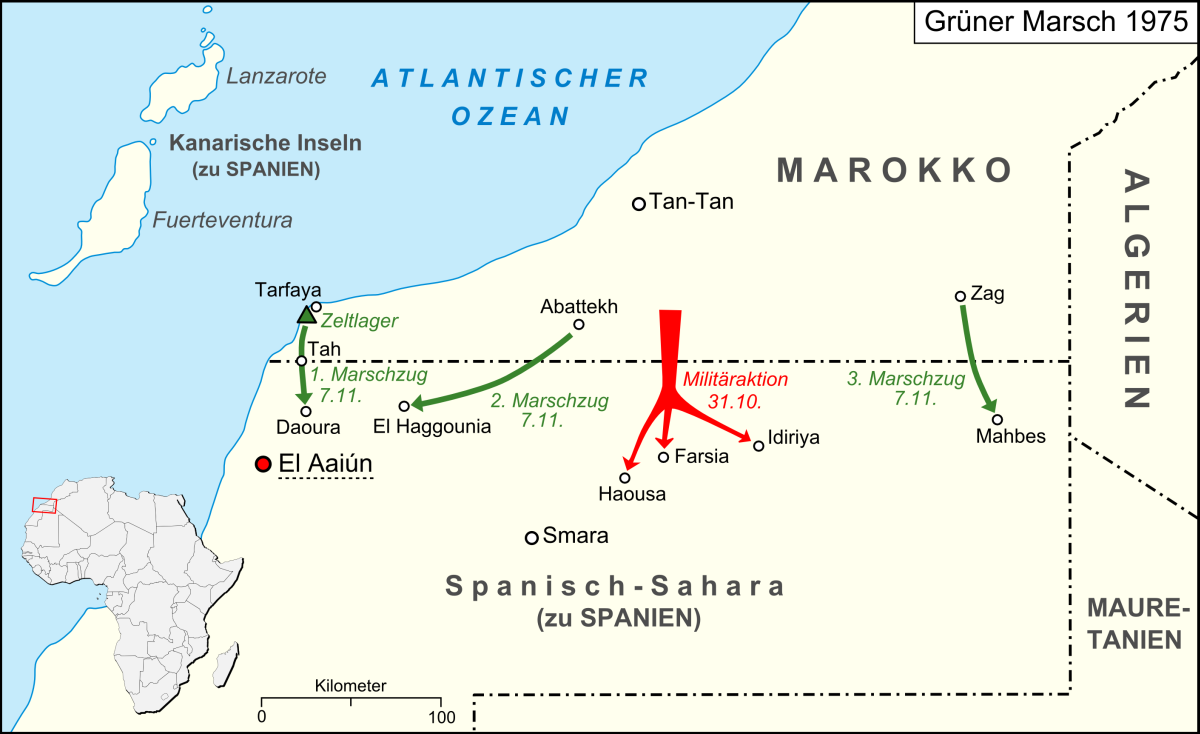
Aktionen im Rahmen des Grünen Marsches im Oktober/November 1975

Als Grüner Marsch (arabisch المسيرة الخضراء, DMG al-masīra al-ḫuḍrāʾ) wird ein 1975 vom Staat Marokko im Rahmen des Westsaharakonflikts organisierter Marsch von 350.000 größtenteils unbewaffneten Menschen bezeichnet. Der Marschweg führte vom südlichen Marokko in die zu Spanien gehörende Kolonie Spanisch-Sahara, die heutige Westsahara, und sollte Spanien zur Übergabe der Kolonie an Marokko bewegen. Die Bezeichnung Grün rührt von der Farbe des Islam her.

## Ausgangslage

### Vorgeschichte
Westsahara und Mauretanien sind koloniale Abgrenzungen eines traditionell trab el-beidan („Land der Weißen“, also der Bidhan) genannten Wüsten- und Savannengebietes, das sich vom Wadi Draa im Süden Marokkos bis zum Senegalfluss erstreckt. Die verschiedenen Stämme der Sahrauis in der Westsahara sind mit ihrer Sprache und Kultur Untergruppen der Bidhans. Ihr Lebensraum an der Atlantikküste gehörte seit dem letzten Drittel des 19. Jahrhunderts zum spanischen Einflussbereich. 1884 gründete eine private Gesellschaft als erste Siedlung an der Küste den Handelsposten Villa Cisneros (heute Ad-Dakhla). Im Juni 1900 legten Spanien und Frankreich die Grenzen für die Kolonie Río de Oro im Süden der heutigen Westsahara fest. Die Grenzen des nördlichen Teils, Saguia el Hamra, wurden in weiteren Verhandlungen mit Frankreich zwischen 1902 und 1912 mehrfach verschoben. Die Kolonie Spanisch-Sahara entstand 1924 aus der Vereinigung beider Gebiete.
Anfang des 20. Jahrhunderts waren die spanischen Händler und Militärs nur an wenigen Orten an der Küste präsent und drangen kaum ins Land vor. Die Sahrauis wehrten sich im Landesinnern gegen das koloniale Regime mit Überfällen (Ghazzis) auf Handelskarawanen. Eine effektive Kontrolle des gesamten Gebiets strengten die Spanier erst ab 1930 an, bei ihren „Befriedungsaktionen“ waren sie auf die Unterstützung französischer Truppen angewiesen. 1934 richteten die Spanier ihre erste Militärbasis in Smara, im nördlichen Zentrum des Landes ein.
Im Februar 1956 wurde Spanien von den Vereinten Nationen (UN) aufgefordert, eine Meldung über die rechtliche Situation seiner Kolonien abzugeben. Mit einem Verwaltungstrick änderte daraufhin das Regime Francos den Status seiner Kolonien in Nordwestafrika und machte sie zu spanischen Provinzen. Die erste Resolution gegen diese Überseeprovinzen, deren kolonialer Charakter deutlich erkennbar war, verabschiedete die UN im Dezember 1965. Nur Portugal stimmte damals auf der Seite Spaniens ab.
Bis in die 1950er Jahre blieb der antikoloniale Widerstand gering. 1956 hatte sich im abgelegenen Süden Marokkos eine Befreiungsarmee gegen die Regierung des marokkanischen Königs Mohammed V. etabliert. Dieser schlossen sich vermehrt Sahrauis an und verübten zahlreiche Anschläge auf Ziele in der Westsahara. In einer gemeinsamen Operation Ouragan im Februar 1958 – es waren 9000 spanische Soldaten und 60 Flugzeuge, auf französischer Seite 5000 Soldaten und 70 Flugzeuge im Einsatz – wurde die sahrauische Guerilla geschlagen. 1959 stellten sie ihre Anschläge ein. Anfang der 1960er Jahre konzentrierten sich die Beteiligten auf eine friedliche Lösung.

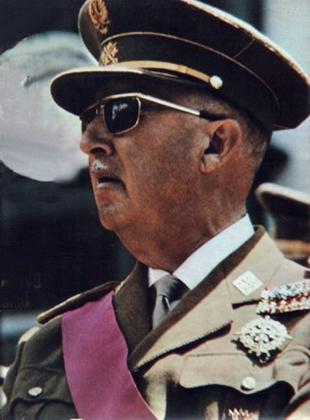
General Franco 1969

Auf Antrag Marokkos und Mauretaniens war die Westsahara-Frage 1963 Verhandlungsgegenstand des Entkolonialisierungsausschusses der UN-Vollversammlung. Mit der Resolution 2072 vom 16. Dezember 1965 wurde die spanische Regierung unter General Franco aufgefordert, die Westsahara zu entkolonisieren und der Bevölkerung das Recht auf Selbstbestimmung zu gewähren.
Marokko erhob jedoch eigene Ansprüche auf das Gebiet. Bereits 1957 hatte die marokkanische Regierung eine Abteilung für Angelegenheiten der Sahara gebildet. 1963 folgte die Bildung eines Ministeriums für die Angelegenheiten Mauretaniens und der spanischen Sahara.
Spanien baute jedoch, entgegen dem weltweiten Trend zur Entkolonialisierung, die Verwaltung der Kolonie noch aus und bemühte sich um die wirtschaftliche Entwicklung. So begann 1962 die Ausbeutung des Phosphatvorkommens von Bou Craa.
Auf den größer werdenden internationalen Druck hin erklärte sich Spanien 1967 grundsätzlich bereit, in der Westsahara ein Referendum zur Frage des zukünftigen Status des Gebiets durchzuführen. Die tatsächliche Durchführung wurde jedoch verzögert. 1973 gründete sich die westsaharische Befreiungsbewegung POLISARIO, die einen bewaffneten Kampf gegen die spanische Kolonialmacht aufnahm. Im selben Jahr bot die Regierung Franco der Stammesversammlung ein Autonomiestatut an. Ziel der spanischen Politik war es, einen möglichst großen Einfluss auf die Westsahara zu behalten und einen Anschluss an Marokko zu verhindern.

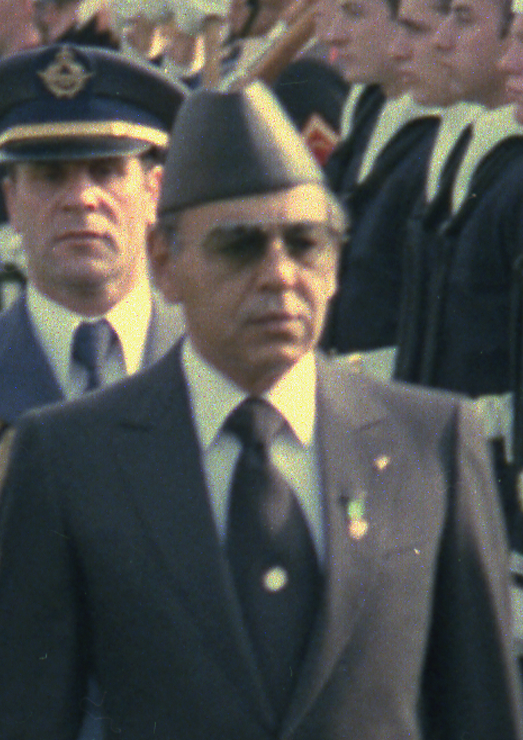
Hassan II. 1978

1974 nahm Marokkos König Hassan II. von der bisherigen Forderung nach einem Referendum Abstand und forderte den Anschluss des Gebiets, ohne jegliche Volksabstimmung, an sein Land. Am 21. August 1974 teilte Spanien gegenüber der UNO mit, dass es beabsichtige, das Referendum in der ersten Hälfte des Jahres 1975 durchzuführen. Neben unternommenen diplomatischen Bemühungen verlegte Marokko daraufhin Truppen in das Grenzgebiet zur Westsahara. Spanien verstärkte gleichfalls seine militärische Präsenz, sowohl in der Kolonie als auch auf den nahe gelegenen Kanarischen Inseln.
Vermutlich bereits während eines arabischen Gipfels in Rabat im Oktober 1974 trafen Marokko und Mauretanien ein Geheimabkommen, wonach die Westsahara zwischen den beiden Staaten aufgeteilt werden sollte. Von politischen Beobachtern wird vermutet, dass auch eine Entscheidung, das Gebiet notfalls mit Gewalt einzunehmen, ebenfalls in diesem Zeitraum gefallen war.
Auf die Initiative Marokkos und Mauretaniens verabschiedeten die Vereinten Nationen dann die Resolution 3292, in welcher der Internationale Gerichtshof um die Erstellung eines Gutachtens gebeten wurde. Spanien wurde aufgefordert, das Referendum zu verschieben.
Das Gutachten kam zu dem Ergebnis, dass die Bevölkerung der Westsahara selbst über den Status entscheiden sollte und das Gebiet nicht bereits zum Staatsgebiet Marokkos oder Mauretaniens gehört.

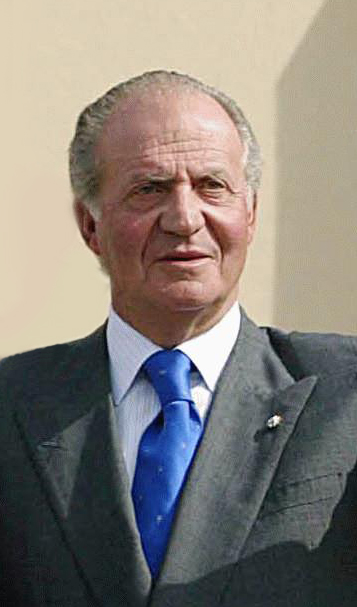
Juan Carlos I. 2003

### Innenpolitische Situationen
Innenpolitisch standen die marokkanische Regierung und Hassan II. auch wegen der Westsahara-Frage unter erheblichem Druck. Die Opposition warf Hassan II. eine zu zögerliche Vorgehensweise vor und bemängelte fehlende Initiative und Kampfbereitschaft. Der Grüne Marsch ermöglichte daher der marokkanischen Regierung, hier auch innenpolitisch die Initiative zu ergreifen, die politischen Kräfte hinter einer nationalen Idee zu sammeln und die Opposition zu schwächen.
In Spanien war der Diktator General Franco schwer erkrankt. Das Ende seiner Regierungszeit deutete sich an, so dass die innenpolitische Situation in Spanien von Instabilität geprägt war. Dem designierten Nachfolger Juan Carlos waren gerade die Befugnisse als Staatsoberhaupt übertragen worden. Franco starb am 20. November 1975, nur wenige Tage nach dem Marsch.

## Der Marsch

### Vorbereitung

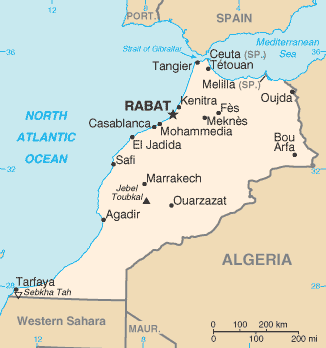
Karte von Marokko

#### Ankündigung und Planung
Mit einer Erklärung König Hassans II. vom 16. Oktober 1975 versuchte Marokko, das Gutachten des Internationalen Gerichtshofes in seinem Sinne zu interpretieren. Das Gutachten hatte für die Vergangenheit rechtliche Bande zwischen Marokko und der Westsahara festgestellt. Hassan II. leitete daraus eine Abhängigkeit des Gebiets ab und vertrat den Standpunkt, dass nach Islamischem Recht Marokko einen Anspruch auf die Westsahara habe. In dieser Erklärung kündigte Hassan II. die Durchführung eines Friedensmarsches (Massirah) von 350.000 unbewaffneten Menschen von Marokko in die Westsahara an. Der Marsch sollte am 24. Oktober 1975 beginnen.
Der Plan für den Marsch stammte von Hassan II. selbst. Bereits seit ungefähr zwei Monaten hatte die marokkanische Regierung, unter strengster Geheimhaltung, Vorbereitungen für den Marsch getroffen. Der König gab bekannt, dass geplant sei, 350.000 unbewaffnete Menschen bei Tarfaya im Süden Marokkos, in der Nähe der Grenze zur Spanischen Sahara, zu versammeln. Mit ihm als König an der Spitze solle der Zug über die Grenze nach El Aaiún, der Hauptstadt der Westsahara, ziehen und so die Anerkennung des marokkanischen Anspruchs erreichen. Der Marsch sollte danach innerhalb von 15 Tagen die ungefähr 160 Kilometer lange Strecke von der Grenze bis nach El Aaiun und zurück überwinden. Sämtliche Provinzen Marokkos wurden aufgerufen, sich mit einem bereits genau berechneten Kontingent am Marsch zu beteiligen.

#### Reaktion der internationalen Staatengemeinschaft
Die internationale Staatengemeinschaft war angesichts der ungewöhnlichen Ankündigung überrascht. Die Staaten der Arabischen Liga beurteilten die Situation unterschiedlich. Elf der zwanzig Mitgliedsstaaten begrüßten das Vorhaben, so Ägypten und Saudi-Arabien, und boten zum Teil Unterstützung an. Sieben Mitglieder, unter ihnen Syrien und der Irak, positionierten sich nicht eindeutig. Auf deutliche Ablehnung stieß das Vorhaben bei Algerien und den sozialistischen Ländern. Hier äußerten sich vor allem die Sowjetunion und die DDR ablehnend. Die USA und Frankreich verhielten sich neutral.
Mauretanien begrüßte die Ankündigung. Der Aufforderung Marokkos, eine ähnliche Aktion von mauretanischem Gebiet aus einzuleiten, kam man jedoch nicht nach.
Spanien zeigte sich durch die Ankündigung beunruhigt und wandte sich an den UN-Sicherheitsrat. Dieser verabschiedete nach zweitägigen Beratungen am 22. Oktober die Resolution 377, die jedoch keine konkreten Maßnahmen enthielt und lediglich den UN-Generalsekretär zu Gesprächen mit den Beteiligten und zu einem Bericht gegenüber dem Sicherheitsrat aufforderte. Der bereits schwer erkrankte, aber zu diesem Zeitpunkt noch die spanischen Amtsgeschäfte führende General Franco entsandte José Solis Ruiz nach Rabat, um dort Verhandlungen mit Hassan II. zu führen. Im Ergebnis wurde vereinbart, den Marschbeginn zu vertagen. Marokko verpflichtete sich, einen Sonderbotschafter nach Madrid zur Fortsetzung der Verhandlungen zu entsenden.
Während eine erste Gruppe von 20.000 Menschen aus der marokkanischen Provinz Ksar-Es-Souk nach Tarfaya aufgebrochen war, begann Spanien, die betroffenen Gebiete von der Zivilbevölkerung mit der Operación golondrina zu evakuieren.

#### Verhandlungen
Wie mit Spanien vereinbart, teilte Marokko am 24. Oktober mit, dass der Marsch erst am 28. Oktober stattfinden würde. Am selben Tag traf der marokkanische Außenminister Ahmed Laraki zu weiteren Gesprächen in Madrid ein. Seine spanischen Verhandlungspartner waren der Regierungschef Carlos Arias Navarro und der Außenminister Pedro Cortina Mauri. Der Inhalt der Gespräche war geheim. Die Verhandlungen wurden am 26. Oktober zunächst unterbrochen.
Laraki reiste zu Informationsgesprächen zu Hassan II. und dem mauretanischen Präsidenten Moktar Ould Daddah, bevor die Gespräche am 28. Oktober weiter geführt wurden. An diesen Gesprächen nahmen nun auch eine Delegation aus Mauretanien, der Oberbefehlshaber des marokkanischen Militärs in Süd-Marokko und der Vorsitzende des marokkanischen Phosphatunternehmens Office Chérifien des Phosphates, Mohammed Karim Lamrani, teil.
Durch die Geheimhaltung wurde der Inhalt und die Ergebnisse der Verhandlungen nicht bekannt. Es gab jedoch schnell Gerüchte, wonach man übereingekommen sei, der Forderung Marokkos nachzugeben und die Westsahara an Marokko abzutreten. In Erfüllung des marokkanisch/mauretanischen Geheimabkommens sei Marokko jedoch bereit, auf den südlichen Teil der Westsahara zugunsten Mauretaniens zu verzichten. Spanien sollten wirtschaftliche und strategische Vorteile eingeräumt werden. Um Marokko eine Gesichtswahrung angesichts des angekündigten Marschs zu ermöglichen, habe man auch vereinbart, dass der Marsch in die Westsahara eindringen könne, dies jedoch nur für 48 Stunden und mit einer Tiefe von maximal 10 km. Ob dies tatsächlich so vereinbart war, ist jedoch strittig. Es spricht durchaus einiges dafür, dass Spanien die Grenzüberschreitung nicht billigte und von seiner Strategie her bemüht war, die auch nach spanischer Sicht nicht zu vermeidende Entkolonialisierung der Westsahara von dem mit dem Marsch aufgebauten Verhandlungsdruck zu trennen.
Im gleichen Zeitraum bemühte sich der UN-Generalsekretär Kurt Waldheim, gemäß der Resolution 377 Möglichkeiten einer friedlichen Lösung zu finden und in einem Bericht an den UN-Sicherheitsrat aufzuzeigen. Der Bericht, der der UNO eine tragende Rolle für die Suche nach einer dauerhaften Lösung zusprach, wurde später als Waldheim-Plan bezeichnet.
Algerien war über diese Entwicklung, die Dreier-Gespräche in Madrid und die eher abwartende Haltung der UNO, besorgt. Es protestierte gegenüber der spanischen Regierung und verlegte Truppen an die Grenze zwischen Algerien und der Westsahara.
In dieser Situation trat eine deutliche Verschlechterung des Gesundheitszustandes General Francos ein. Prinz Juan Carlos wurden die Amtsgeschäfte als Staatsoberhaupt übertragen. Die spanische Haltung änderte sich nun deutlich. Die für den 30. Oktober vorgesehene Fortsetzung der Verhandlungen wurde abgesagt. Juan Carlos traf überraschend zu einem Besuch der spanischen Truppen in El Aaiun ein und der spanische UN-Botschafter Fernando Arias Salgado erklärte am 2. November vor dem UN-Sicherheitsrat, dass Spanien die Grenze zur Westsahara notfalls mit Gewalt verteidigen würde. Die westsaharische Unabhängigkeitsbewegung POLISARIO forderte Spanien auf, seiner Pflicht als Schutzmacht nachzukommen und die Westsahara vor dem Eindringen von Marschteilnehmern notfalls mit Gewalt zu schützen.
Marokko reagierte auf diese Wende mit umfangreichen diplomatischen Aktivitäten. So gab es Gespräche zwischen Ahmed Osman und Juan Carlos und Arias Navarro in Madrid. Am 3. November wurden die Gespräche als gescheitert abgebrochen. Es wurden auch Gesandte in die Sowjetunion nach Moskau und nach Algerien gesandt. Für Marokko war offen, wie Spanien auf den Einmarsch der Teilnehmer des Grünen Marschs reagieren würde. Hassan II. zögerte mit dem Abmarschbefehl.

#### Rekrutierung
Seitens der marokkanischen Regierung wurden Rekrutierungszentren zur Anwerbung von Marschteilnehmern eingerichtet. Speziell beauftragte Personen warben überall im Land, selbst in kleinsten Dörfern, Teilnehmer an. Nach nur drei Tagen hatten die Rekrutierungsstellen 524.000 Teilnehmer registriert. Marokkanische Quellen sprachen sogar von 695.902 eingetragenen Personen. Die hohe Zahl der registrierten Personen wurde, neben einem gewissen Druck seitens der öffentlichen Stellen, auch auf eine im Land ausgelöste nationale Euphorie zurückgeführt. Unter den Teilnehmern befanden sich dann letztlich aber auch 42.500 marokkanische Beamte. Die große Zahl der zur Verfügung stehenden Personen ermöglichte den Behörden eine gewisse Auswahl. Studenten waren so gänzlich ausgeschlossen. Die als gegenüber dem König weniger loyal eingeschätzte städtische Bevölkerung war im Verhältnis zur Landbevölkerung unterrepräsentiert. Den Teilnehmern wurden auch Tagegelder ausgezahlt. Von den am Marsch beteiligten geschätzten 350.000 Personen waren ungefähr 50.000 Frauen.

#### Logistik
Der logistische Aufwand zum Transport so großer Personenzahlen in das nur sehr dünn besiedelte Grenzgebiet war enorm. 7.813 zum Teil beschlagnahmte Lastkraftwagen und Busse brachten die Teilnehmer von Marrakesch, wo sie mit über mehrere Wochen hinweg verkehrenden Sonderzügen eingetroffen waren, nach Tarfaya. Dort war eine Zeltstadt mit 22.000 Zelten auf einer Fläche von 70 km² errichtet worden. 17.260 Tonnen Lebensmittel befanden sich in Lagern in Tarfaya, Guelmim und Tan-Tan. 23.000 Tonnen Wasser und 2.590 Tonnen Benzin wurden mit Hercules-130-Flugzeugen eingeflogen. 470 Ärzte und 230 Krankenwagen waren zur Versorgung der Teilnehmer bereitgestellt worden. In Tarfaya hatten sich auch viele Vertreter der internationalen Presse eingefunden. Die Gesamtkosten des Marschs beliefen sich nach späteren marokkanischen Angaben auf 8 Millionen Britische Pfund, andere Schätzungen gehen von 300 Millionen US-Dollar aus. Neben einer nationalen marokkanischen Ausschreibung wurden die Kosten auch durch ausländische Unterstützung, insbesondere aus Saudi-Arabien, finanziert.

#### Marokkanisches Militär
Unbemerkt von der Weltöffentlichkeit rückten bereits am 31. Oktober 1975 und somit deutlich vor dem tatsächlichen Beginn des Marschs marokkanische Truppen in die entlegene nordöstliche Westsahara ein. Sie stießen auf Farsia, Haousa und Idiriya vor, die vom spanischen Militär geräumt worden waren. Es kam zu Kämpfen mit Einheiten der westsaharischen Befreiungsbewegung POLISARIO. Strategisches Ziel dieses Vorgehens war es, einem etwaigen Einrücken algerischer Truppen zuvorzukommen und die Einheiten der POLISARIO zu binden, um deren Zugriff auf den geplanten Marsch selbst zu verhindern.
Insgesamt hatte Marokko abseits des eigentlichen Marschs zwölf Kompanien und 20 Bataillone von Infanterie und Artillerie und somit ungefähr 8.000 bis 12.000 Mann in der Nähe der Grenzen zur Westsahara und zu Algerien stationiert. Als besonders schlagkräftig wurden die bei Tan-Tan stationierten Panzereinheiten angesehen.
Im Marschzug selbst befanden sich etwa 30.000 bewaffnete Soldaten der marokkanischen Armee. Diese nicht unerhebliche Zahl, die dem offiziellen friedlichen Charakter des Marsches widerspricht, gab später zu Spekulationen Anlass, die unbewaffneten Teilnehmer hätten lediglich der Tarnung dieser Armee gedient. Im tatsächlichen Ablauf beschränkten sich die mit dem Marsch in die Westsahara einrückenden Militär- und Polizeieinheiten jedoch auf die Aufrechterhaltung der inneren Ordnung des Marsches.

### Verlauf

#### Beginn am 6. November
Nach mehrmaliger Verschiebung begann der Marsch dann am 6. November 1975, nach einer dies am Abend des 5. November verkündenden Rundfunkansprache von Hassan II. Wenige Stunden zuvor hatte der spanische Militärgouverneur der Spanischen Sahara, General Gómez de Salazar, in einer Pressekonferenz klargestellt, dass das spanische Militär das Gebiet verteidigen werde. Auf die Frage, ob ein Abkommen bestehe, wonach der Marsch bis zu einer innerhalb der Westsahara gelegenen Verteidigungslinie geduldet werde, äußerte Salazar, dass ihm eine solche Vereinbarung nicht bekannt sei.
Im Zeltlager bei Tarfaya hatte es die ganze Nacht über umfangreiche Aktivitäten gegeben. Mit Lastwagen wurden die Marschteilnehmer über 36 km von Tarfaya nach Süden bis in die Nähe der Grenze gebracht. Um 10:00 Uhr hatten sich an der Landstraße von Tarfaya zum Grenzposten Tah große Menschenmengen versammelt. Um 10:30 Uhr begann eine erste Marschkolonne von 40.000 Menschen ihren Weg nach Süden. An der Spitze des Zugs liefen der marokkanische Premierminister Ahmed Osman sowie weitere Mitglieder des Kabinetts. Über der Straße war auf marokkanischem Gebiet ein eiserner, mit einem Bild Hassan II. und marokkanischen Fahnen geschmückter Triumphbogen errichtet worden, den Osman durchschritt. Hierbei äußerte er: „Wir werden zehn Kilometer marschieren und dann schon sehen.“ Hinter dieser Spitze liefen weitere bekannte marokkanische Persönlichkeiten und ausländische Teilnehmer. Es wurden die Fahnen von Gabun, Jordanien, Katar, Kuwait, Oman, Saudi-Arabien und Sudan mitgeführt. Berichte, wonach auch eine Fahne der USA mitgeführt wurde, dürften auf ein Fahrzeug der US-Presse zurückzuführen sein, welches eine solche Fahne mit sich führte.

Flagge Marokkos

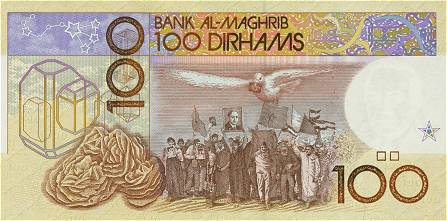
Darstellung des Grünen Marschs auf der marokkanischen Banknote über 100 Marokkanische Dirham

Osman öffnete dann selbst den Schlagbaum an der Grenze. Daraufhin liefen je 20.000 Teilnehmer aus den marokkanischen Provinzen Ouarzazate und Ksar-es-Souk im Laufschritt und mit erhobenem Koran auf den 800 Meter entfernten spanischen Grenzposten Tah zu. Der Posten selbst wurde von den Marschteilnehmern umgangen. Es kam jedoch zur Hissung einer Flagge Marokkos. Die spanische Polizei hatte den Posten bereits einige Tage zuvor geräumt.
Die Menschen an der Spitze des Marschs knieten nieder und rieben sich das Gesicht mit der Erde der Westsahara.
Die Front des Marschzuges hatte eine Breite von mehreren Kilometern. Um 11:15 Uhr zog der Zug an den offiziellen Persönlichkeiten vorbei. Es wurden immer wieder die Rufe Allah ist Groß und auch Die Sahara ist marokkanisch wiederholt.
Um 13:00 Uhr war die Spitze der Marschkolonne zehn Kilometer tief in westsaharisches Gebiet vorgedrungen, ohne auf Gegenwehr zu treffen. Über dem Marsch kreisten ständig Flugzeuge und Hubschrauber, darunter auch vier spanische. Gegen 13:30 Uhr stoppte die Marschkolonne zwölf Kilometer südlich von Tah und nur wenige Meter von der Ortschaft Daoura entfernt. Hier befand sich eine spanische Verteidigungslinie. Auf einer Breite von vier Kilometern errichteten die Marschteilnehmer entlang der Verteidigungslinie einen Rastplatz. 40.000 bis 50.000 Marschteilnehmer übernachteten dann dort. Eine circa 2.000 Personen umfassende Gruppe versuchte in der Nacht die spanischen Verteidigungslinien zu durchbrechen, wurde hieran jedoch von Einheiten der mitmarschierenden marokkanischen Gendarmerie gewaltsam gehindert.

#### Diplomatie
Bereits in der Nacht vom 5. auf den 6. November war auch der UN-Sicherheitsrat zu einer nichtöffentlichen Sitzung zusammengetreten. Der marokkanische Botschafter betonte, dass der Marsch nur eine symbolische Funktion habe. Die Vertreter Spaniens und Algeriens lehnten diese Auffassung ab. Obwohl im Sicherheitsrat das marokkanische Vorgehen sehr kritisch gewürdigt wurde, verhinderten die USA und Frankreich eine Verurteilung des Einmarschs. Der Sicherheitsrat ermächtigte lediglich seinen Präsidenten Jakow Alexandrowitsch Malik (Sowjetunion) Hassan II. zu ersuchen, den Marsch umgehend zu beenden. Der König antwortete noch am frühen Morgen, unterstrich jedoch nur erneut, dass der Marsch lediglich einen friedlichen Charakter habe.
Während die Marschkolonne weiterhin vor Hassi-Ad-Dawra stand und weitere Marschteilnehmer eintrafen, erfolgten Versuche, die Situation auf diplomatischem Weg zu lösen. Auf eine marokkanische Initiative vom 6. November 18:00 Uhr reagierte Spanien dahingehend, dass man nur dann bereit sei, wieder an Verhandlungen über den Status des Gebiets teilzunehmen, wenn die Marschkolonnen sich aus der Westsahara zurückziehen würden. Marokko erklärte sich unter der Bedingung einverstanden, dass Spanien sofort eine Verhandlungsdelegation nach Agadir entsende und bei den Verhandlungen der bei der UNO noch in Erarbeitung befindliche Waldheim-Plan keine Rolle spielen würde. Tatsächlich erklärte sich Spanien einverstanden und entsandte umgehend den Präsidialminister Antonio Carro Martínez nach Agadir.
Der UN-Sicherheitsrat trat am 6. November erneut zusammen und konnte sich nunmehr auf die etwas deutlichere Resolution 380 verständigen. Hierin nahm er zur Kenntnis, dass entgegen der vorherigen Aufforderung Marokko den Marsch fortgesetzt habe.

#### Fortsetzung am 7. November
Seitens Marokkos war jedoch zwischenzeitlich die Präsenz in der Westsahara noch weiter verstärkt worden. In der Nacht vom 6. auf den 7. November wurden 100.000 Teilnehmer per LKW über Abattekh an die Grenze gebracht, die dann die Grenze zu Fuß überschritten. Dieser zweite Marschzug rückte sechs Kilometer in westsaharisches Gebiet ein und errichtete nördlich von El Haggounia ein zweites Zeltlager. Noch am 7. November drang eine dritte Gruppe über Zag in Richtung Mahbes vor. Diese dritte Gruppe sollte große Teile des spanischen Militärs einkreisen.
Spanien reagierte mit einer Verschärfung der militärischen Vorbereitungen und verlegte zusätzliche Eliteeinheiten in das Gebiet. So trafen am 8. November Fallschirmjäger und das Artillerieregiment 93 ein. Am selben Tag erhielten die spanischen Einheiten den Befehl, im Notfall auch auf unbewaffnete Marschteilnehmer zu schießen.

#### Verhandlung in Agadir
Noch am 8. November trafen der spanische Präsidialminister Antonio Carro Martinez und der marokkanische König Hassan II. in Agadir zu Verhandlungen zusammen, die sehr schnell zu einem Ergebnis kamen. Marokko rückte von der bisherigen Forderung nach sofortiger Abtretung der Westsahara ab. Die Anordnung des Marschrückzuges machte Hassan II. jedoch davon abhängig, dass die ursprünglich zwischen Spanien, Marokko und Mauretanien geführten Verhandlungen wieder aufgenommen würden. Hierauf ging Spanien ein. Die marokkanische Nachgiebigkeit erklärte sich aus der für Marokko entstandenen schwierigen Situation. Einerseits verstärkte sich der internationale Druck, andererseits war gegen eine mögliche militärische spanische Gegenwehr ein friedlicher Einzug in El Aaiun nicht zu erreichen.

#### Rückmarsch
Am 9. November 1975 wandte sich Hassan II. in einer im Rundfunk ausgestrahlten Ansprache an die marokkanische Bevölkerung und die Marschteilnehmer. Zur Überraschung der Marschteilnehmer, die den Versuch eines Weiterzugs in die westsaharische Hauptstadt erwarteten, erklärte Hassan II., der Marsch habe sein Ziel erreicht. Die weiteren Ergebnisse seien über andere Wege anzustreben.
Tatsächlich kehrten die Marschteilnehmer am 10. November um und gingen nach Tarfaya zurück. Seitens der marokkanischen Regierung wurde verlautbart, dass die Marschteilnehmer in ihrem Lager in Tarfaya die weitere Entwicklung abwarten und im Fall des Scheiterns der Verhandlungen erneut in die Westsahara eindringen würden.

## Ergebnis
Die von Marokko erzwungenen Verhandlungen sollten bereits wenige Tage später in Madrid stattfinden. Die Regierung Algeriens, welches sich deutlich gegen eine Angliederung der Westsahara an Marokko aussprach, intervenierte noch am 10. November beim mauretanischen Präsidenten Moktar Ould Daddah. Bei einem Treffen des algerischen Präsidenten Houari Boumedienne mit Daddah in Bechar versuchte Boumediene, Mauretanien von einer Zusammenarbeit mit Marokko abzuhalten.
Bei den Verhandlungen in Madrid erreichten Spanien, Marokko und Mauretanien jedoch sehr schnell eine Übereinkunft, ohne dass sich die algerischen Bedenken oder der vom UN-Generalsekretär zwischenzeitlich vorgelegte Waldheim-Plan durchsetzen konnten. Nach dem am 14. November verabschiedeten gemeinsamen Kommuniqué sollte Spanien bis zum 28. Februar 1976 die Westsahara an Mauretanien und Marokko abtreten. Das spanische Parlament stimmte der Entkolonialisierung der Spanischen Sahara mit 345 Ja-Stimmen, bei 4 Nein-Stimmen und 4 Enthaltungen zu.
Am 18. November 1975 wandte sich Hassan II. nochmals mit einer Ansprache an die Öffentlichkeit und befahl den immer noch in Tarfaya wartenden Marschteilnehmern die Rückkehr in ihre Heimatorte. Eine nicht unerhebliche Zahl der Marschteilnehmer war während des eigentlichen Marschs gar nicht zum Einsatz gekommen und hatte die Grenze zur Westsahara nicht überschritten.

## Weitere Entwicklung
Im Februar 1976 hatten die letzten spanischen Soldaten die Westsahara verlassen. Reguläre marokkanische Truppen rückten sehr schnell in die Westsahara ein und besetzten schon am 27. November 1975 Smara. Am 11. Dezember rückte die marokkanische Armee in der Hauptstadt El Aaiun ein. Im Süden der Westsahara besetzte Mauretanien am 20. Dezember 1975 La Gouira.
Die UNO-Vollversammlung verabschiedete die Resolutionen 3458 A und 3458 B, in welchen jedoch weiterhin die Möglichkeit der Selbstbestimmung der Bevölkerung der Westsahara gefordert wurde.
Eine am 26. Februar 1976 im marokkanisch besetzten El Aaiun zusammengetretene, noch in der Kolonialzeit gebildete, Stammesversammlung Djamaa stimmte dem Dreierabkommen einstimmig zu, worin Marokko und Mauretanien eine ausreichende Selbstbestimmung sahen.

Flagge der Demokratischen Arabischen Republik Sahara

Die westsaharische Widerstandsbewegung POLISARIO rief in der Nacht vom 27. auf den 28. Februar jedoch eine Demokratische Arabische Republik Sahara aus, die bis heute von vielen Staaten als rechtmäßige Vertreterin der Westsahara anerkannt ist. Die Polisario führte einen jahrelangen Krieg gegen Marokko und Mauretanien, in dessen Ergebnis sich Mauretanien aus dem Südteil wieder zurückzog, der daraufhin auch von Marokko besetzt wurde. Inzwischen besteht ein Waffenstillstand. Marokko kontrolliert circa 70 Prozent der Westsahara, darunter alle größeren Städte.

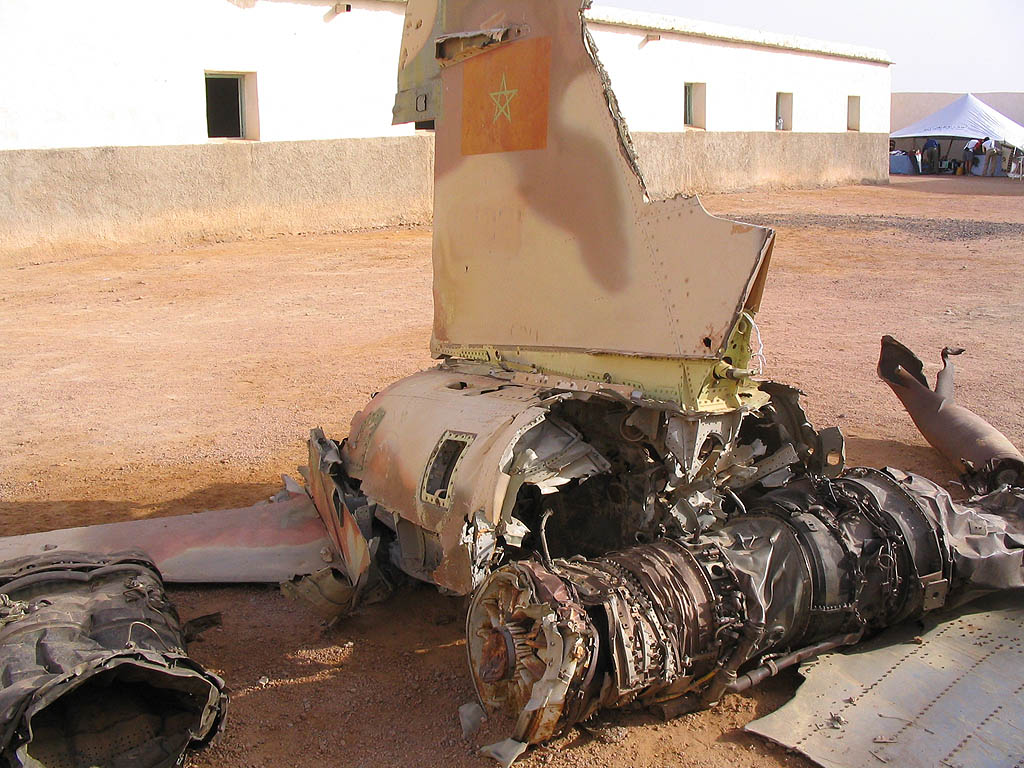
Relikt des Krieges – marokkanisches Flugzeugwrack im von der Polisario gehaltenen Gebiet

Der Status der Westsahara ist immer noch ungeklärt.

## Völkerrechtliche Einordnung des Grünen Marschs
Der völkerrechtliche Charakter des Grünen Marschs ist umstritten und wird, auch abhängig von der jeweiligen politischen Sichtweise, unterschiedlich beurteilt.
Aus marokkanischer Sicht war der Marsch durch einen Staatsnotstand gerechtfertigt. Marokko führte an, das Gebiet habe bis zur Kolonisation durch Spanien zum Scherifischen Imperium gehört. Zwar habe das spätere Marokko die Gebietshoheit, nicht jedoch die Souveränität an Spanien verloren. Marokko habe durch den Marsch lediglich seine bestehenden Ansprüche bekräftigt und durchgesetzt.
Nach der spanischen Position ist das Gebiet Ende des 19. Jahrhunderts herrenlos gewesen, so dass rechtmäßig eine Okkupation durch Spanien erfolgt sei.
Das Gutachten des Internationalen Gerichtshofs (IGH) kam zu der Auffassung, dass das Gebiet zum Zeitpunkt der Kolonisation durch Spanien zumindest nicht herrenlos (terra nullius) gewesen sei. Während der IGH insoweit die marokkanische Auffassung stützte, folgte er nicht der Ansicht Marokkos, das Gebiet habe zum Zeitpunkt der Inbesitznahme durch Spanien unter der Hoheit des Scherifischen Imperiums gestanden. Zwar habe es rechtliche Beziehungen zu einigen der nomadischen Stämme gegeben, eine staatliche Tätigkeit des späteren Marokkos sei aber nicht festzustellen.
Die westsaharische Unabhängigkeitsbewegung Polisario vertrat den Standpunkt, dass die Westsahara nicht unter marokkanischer Souveränität stand und Spanien lediglich Schutzmacht war. Zu dieser Ansicht, wonach weder Marokko noch Spanien zum Zeitpunkt des Eindringens des Marschs die territoriale Souveränität der Westsahara innehatten und über diese verfügen konnten, gelangen auch völkerrechtliche Betrachtungen europäischer Autoren. Soweit man dieser Ansicht folgt, wäre das Vordringen des Grünen Marschs in das Gebiet der Westsahara jedoch völkerrechtlich nicht gerechtfertigt gewesen und wäre damit, trotz überwiegender Unbewaffnetheit der Marschteilnehmer, als Intervention und Verstoß gegen das Gewaltverbot zu bewerten.